# Art-o-mat

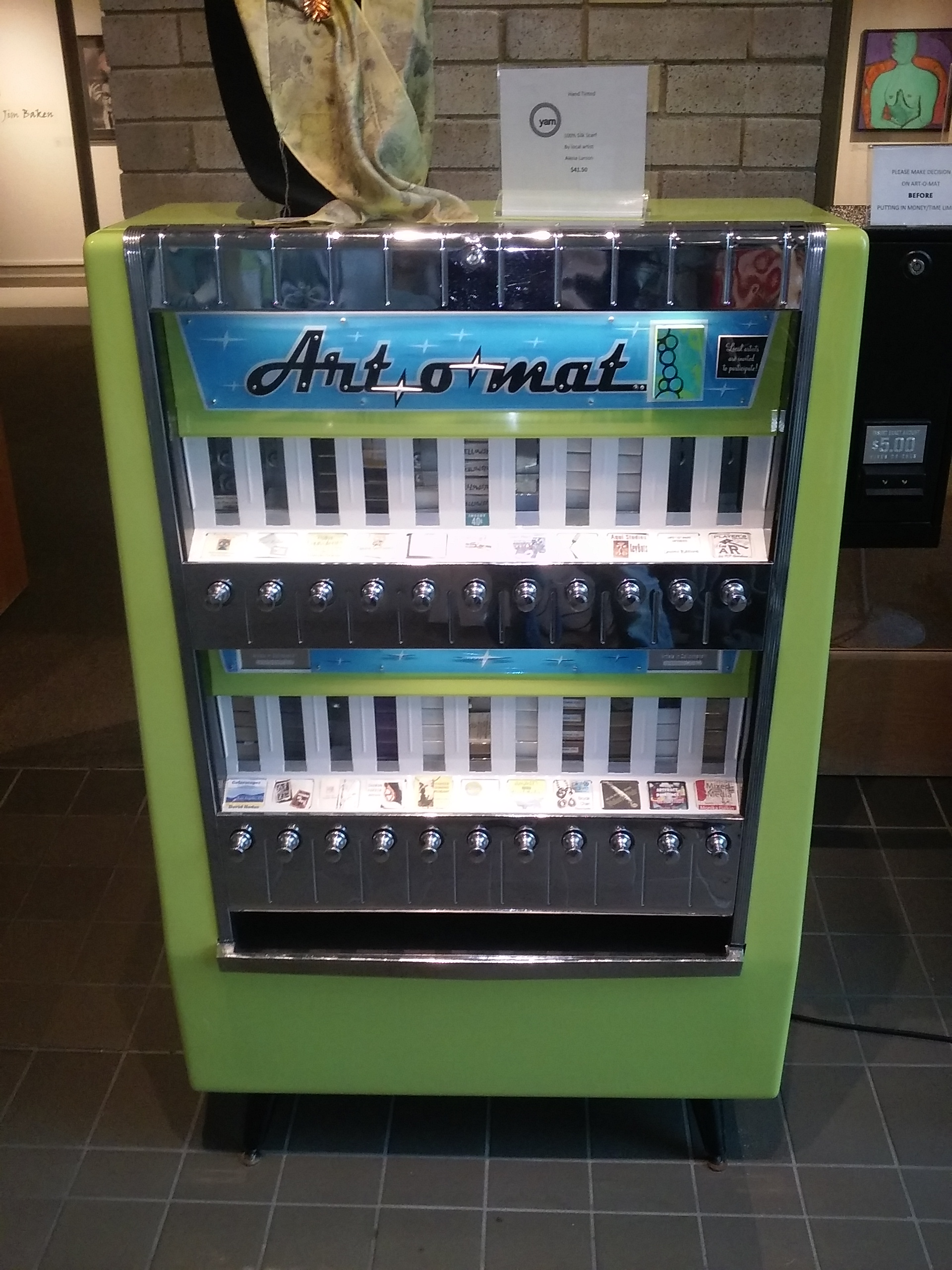
Một cái máy Art-o-mat tại Bảo tàng Nghệ thuật Yellowstone.

Art-o-mat là loại máy bán thuốc lá tự động đã qua sử dụng để phân phối các tác phẩm nghệ thuật có kích thước như bao thuốc lá.
Clark Whittington đã lắp đặt chiếc Art-o-mat đầu tiên tại một buổi trình diễn nghệ thuật vào tháng 6 năm 1997 giúp phân phát ảnh đen trắng với giá 1 đô la mỗi bức.
Có hơn 200 máy trên toàn thế giới và 400 nghệ sĩ đóng góp. Năm 2010, đã có sáu chiếc máy này được lắp đặt tại Cosmopolitan of Las Vegas.